# Triethylphosphonoacetat
Triethylphosphonoacetat ist eine chemische Verbindung aus der Gruppe der Acetate und Phosphonate.

## Gewinnung und Darstellung
Triethylphosphonoacetat kann durch eine Arbusow-Reaktion von Triethylphosphit und Ethylchloracetat gewonnen werden. Statt Ethylchloracetat kann auch Ethylbromacetat verwendet werden.

## Eigenschaften
Triethylphosphonoacetat ist eine farblose bis hellgelbe Flüssigkeit mit starkem Geruch, die mischbar mit Wasser ist.

## Verwendung
Triethylphosphonoacetat dient als Reagenz bei Horner-Wadsworth-Emmons-Reaktionen, Reaktionen vom Tsuji-Trost-Typ, intramolekularen Zyklisierungen und Isomerisierungen vom Heck-Typ und intramolekularen Arine-en-Reaktionen. Bei der Horner-Wadsworth-Emmons-Reaktion wird es als Reagenz zur Herstellung chiraler 2-Methylcyclopropancarbonsäure aus (S)-Propylenoxid verwendet.